# Émile Andrieu
Émile Andrieu ou Andrieux est un footballeur belge né le 1er février 1881 et mort le 5 mai 1955.
Il a évolué comme défenseur au début du XXe siècle au Racing Club de Bruxelles et remporté quatre fois le Championnat et une fois la Coupe de Belgique.
Il a également joué 18 fois avec l'équipe de Belgique.

## Palmarès
- International belge A de 1905 à 1913 (18 sélections)
- Champion de Belgique en 1901, 1902, 1903 et 1908 avec le Racing Club de Bruxelles
- Vainqueur de la Coupe de Belgique en 1912 avec le Racing Club de Bruxelles